# Crowle (Lincolnshire)
Pour les articles homonymes, voir Crowle.
Crowle est une ville anglaise située dans le Lincolnshire.